# ࢦ
Lām à double barre ‹ ࢦ › est une lettre additionnelle de l’alphabet arabe utilisée dans l’écriture des langues tchadiennes écrites avec l’alphabet national tchadien comme le masana. Elle est composée d’un lām ‹ ل › diacrité d’une double barre inscrite.

## Utilisation
Dans l’alphabet national tchadien, ‹ ࢦ › représente une consonne fricative latérale alvéolaire voisée [ɮ].